# Île Marble
Pour les articles homonymes, voir Marble (homonymie).
L'île Marble est une île inhabitée du Nunavut dans l'Archipel arctique canadien, à l'ouest de la baie d'Hudson. L'île a été reconnue comme site historique territorial en 1973.

## Géographie
La communauté la plus proche est à Rankin Inlet. L'île est composée de grauwacke et de quartzite, ce qui lui donne un aspect blanc marbré. Située au-dessus de la limite des arbres, elle n'a qu'une très légère végétation composée de lichens et de mousses. 
Sa faune, peu riche, inclut l'ours polaire, le renard arctique, le lièvre arctique et le lemming ainsi qu'une grande variété d'oiseaux. Dans ses parages se trouvent un grand nombre de mammifères marins comme la baleine ou le phoque. C'est ainsi un terrain de chasse traditionnel des Inuits.

## Histoire
À l'époque des grands voiliers, l'île était un port d'hivernage. James Knight y fait naufrage et y trouve refuge en 1721 lors d'une tentative de découverte du Passage du Nord-Ouest. Malgré l'aide des Inuits, tous les hommes y meurent de faim et de maladie en 1722. Leurs restes ont été retrouvés en 1769 par Samuel Hearne.
De 1870 à 1887, elle est le lieu de rendez-vous des navires baleiniers mais est complètement abandonnée en 1890. Le baleinier  Orray Taft coule à proximité en 1890. Les tombes de certains des marins du navire sont sur l'île, d'où son surnom d'île Deadman.   